# Delphyne Peretto
Delphyne Peretto (n. 9 februarie 1982, Albertville, Rhône-Alpes, Franța) este o biatlonistă ce a reprezentat Franța, medaliată olimpică. A participat la o ediție a Jocurilor Olimpice (2006) în care a câștigat o medalie de bronz.